# Jaraba
Jaraba è un comune spagnolo di 316 abitanti situato nella comunità autonoma dell'Aragona.